# Vaison-la-Romaine
Vaison-la-Romaine es una comuna francesa situada en el departamento de Vaucluse, en la región de Provenza-Alpes-Costa Azul.
La comuna es famosa por sus ricas ruinas romanas y su ciudad y catedral medievales. También es inusual la forma en que los pueblos antiguos, medievales y modernos, que abarcan 2000 años de historia, se encuentran juntos.
Situada a orillas del río Ouvèze, la comuna está separada en dos partes; la "parte alta" o Colline du Château, y la parte baja, centrada en la Colline de la Villasse.

## Historia
La zona estuvo habitada en la Edad de Bronce, pero la primera población la construyeron los celtas.
En el año 125 a. C., tras la conquista de la provincia, se edificó la ciudad romana. En la Edad Media la inseguridad hizo que se fortificase la colina cercana con un castillo, en torno al cual creció un poblado. Este hecho permitió que gran parte de la ciudad romana se conserve. De ahí su apelativo, "la Romaine".

## Economía
El comercio es una parte importante de la actividad de Vaison-la-Romaine. Todos los martes se celebra un hermoso mercado provenzal, uno de los mayores en la región. El negocio principal de la ciudad es la empresa "CAAGIS" (Crédit Agricole Assurances Gestion, Informatique et Services), que emplea a cerca de 300 personas y administra los contratos de seguro de Crédit Agricole.

## Turismo
Vaison-la-Romaine es conocida por el patrimonio arqueológico del que deriva su nombre. Sin embargo, no debe reducirse su rica historia a lo que fue sepultado. El puente romano, la ciudad medieval en la orilla izquierda del Ouvèze, la catedral de Nuestra Señora de Nazaret y su claustro atraen a muchos visitantes.

## Lugares de interés
- El Teatro Antiguo fue erigido en el siglo I d. C. durante el reinado del emperador Claudio. Es uno de los pocos edificios visibles hoy en día que componían la ciudad monumental. Fue restaurado en el siglo III y utilizado hasta el siglo IV. Los historiadores creen que fue parcialmente destruido a principios del siglo V, cuando Honorio decretó que fueran destruidas todas las estatuas de deidades paganas. El Teatro está catalogado como Monumento Histórico desde 1862.

- La catedral de Notre Dame, construida por primera vez en época merovingia entre los siglos VI y VII, fue más tarde reconstruida en estilo románico provenzal entre 1150 y 1160, aprovechando material proveniente de algunos monumentos romanos. Su interior es elegante y de arquitectura noble.

- El Claustro se remonta al siglo XII apoyado al lado norte de la catedral, sus arcadas están formadas por pequeñas columnas gemelas con capiteles decorados con hojas y volutas, dónde se puede observar una curiosa inscripción en latín, un texto entre alegórico y místico que no ha cesado de hacer meditar a históricos y epigrafistas. El Claustro está compuesto por cuatro costados, tres de los cuales son originales. Está considerado como uno de los más bellos del mundo.

- El Castillo de los Condes de Toulouse fue construido en 1195 por Raymon V, conde de Tolosa y marqués de Provenza, reemplazando una antigua torre. El Castillo consta de tres cuerpos principales, y está flanqueada por una torre cuadrada en torno a un patio interior. El Castillo fue abandonado en 1791.

- La Ciudad Alta o Casco Antiguo se construyó a los pies del castillo. Las murallas que rodean la ciudad medieval se construyeron en parte con piedras de la ciudad romana. Se accedía por una puerta fortificada del siglo XIV dominada por la torre del campanario. Las calles principales fueron construidas en perpendicular a la ladera para facilitar la circulación y el establecimiento de los nobles y las calles burguesas. Desde cualquier punto se obtienen unas magníficas vistas.

- La iglesia llamada Alta Catedral por estar enclavada en la parte alta del pueblo fue construida en el año 1464 sobre una antigua capilla. Se construyó en la base del acantilado y una de sus paredes forma parte de la muralla. Se compone de una nave de cuatro tramos de longitud desigual, cuatro capillas laterales y un campanario de planta cuadrada fechado en 1470.
- El recinto arqueológico de Puymin: en Puymin los romanos construyeron un barrio sobre un pequeño cerro, donde se han encontrado los restos de algunas villas, por ejemplo, la Villa de los Messi, que perteneció a la familia de la que recibe el nombre. Otra de las construcciones es la casa de Apolo. En esta zona de la antigua Vasio Voncontiorum se han hallado, asimismo, un santuario y un teatro, prueba de la importancia de la ciudad.
- El yacimiento arqueológico de la Villasse En este recinto también se pueden apreciar los restos de algunas villas que pertenecieron a familias importantes de la ciudad, tales como la Villa del Delfín o la Villa del Busto de Plata.  Se mantiene la estructura de una calle flanqueada de tiendas y también se pueden apreciar los restos de unas termas públicas y letrinas.

## Demografía
| 3865 | 4402 | 5210 | 5862 | 5663 | 5904 | 5908 |
| Para los censos de 1962 a 1999 la población legal corresponde a la población sin duplicidades (Fuente: INSEE [Consultar]) |      |      |      |      |      |      |